# لاوتر
رود لاوتر رودی است به راین می‌ریزد. این رود از کشور فرانسه می‌گذرد.